# Tharrhypas
Tharrhypas (Tiếng Hy Lạp: Θαρύπας, 430 - 392 TCN) là một vị vua của người Molossoi và là tổ tiên của Alexandros Đại đế.
Ông được Thucydides nhắc đến như là một thiếu niên vào năm 429 TCN.
Ông là cha của vua Alcetas I, và được coi là người đầu tiên giới thiệu những nét văn hóa miền Nam Hy Lạp (tức là Athens)  cho người Molossoi.